# Гедель, Калуст
Калуст Гедель (англ. Kaloust Guedel, род. 31 октября 1956 года) — американский художник и скульптор, известен как основатель движения эксесивизма.

## Биография
Родился 31 октября 1965 года на Кипре в армянской семье. Он — самоучка, художник и теоретик. Он живёт и работает в Лос-Анджелесе,Калифорния с 1975 года. Работа Калуста Геделя исследует современные проблемы, часто принимая критическая позиция в отношении недостатков различных обществ. На протяжении многих лет он изучал предметы как геноцид, война, оскорбления и др. Независимо от стили и техника он использовал, его работа имеет соответствует современной чувствительности и отразил сознание своего времени. Первый художник, который использовал винил в качестве средства массовой информации картины. Он был показан в таких публикациях, как «Мастера сегодня» и известно, чтобы исследовать капитализм и избыток в его минималистском концептуальном. Также Калуст Гедель представил своё собственное направление— эксцессивизм, на выставке «Инициатива эксцессивизма» 2015 году, а также представил «Манифест эксцессивизма» в Los Angeles Downtown News.
В творчестве художник пытается переопределить физические и концептуальные границы живописи, превратив её в органические скульптуры, архитектурные элементы, инсталляции. В своей практике Гедель использует материалы, такие как стекло, винил, металл и акрил для создания пространственно-занимательных картин и инсталляций. В творчестве сочетается эстетика искусства китча и поп-арта. Работы Калуста Геделя являются комментариями к социальной и политической ситуации через сатиру.

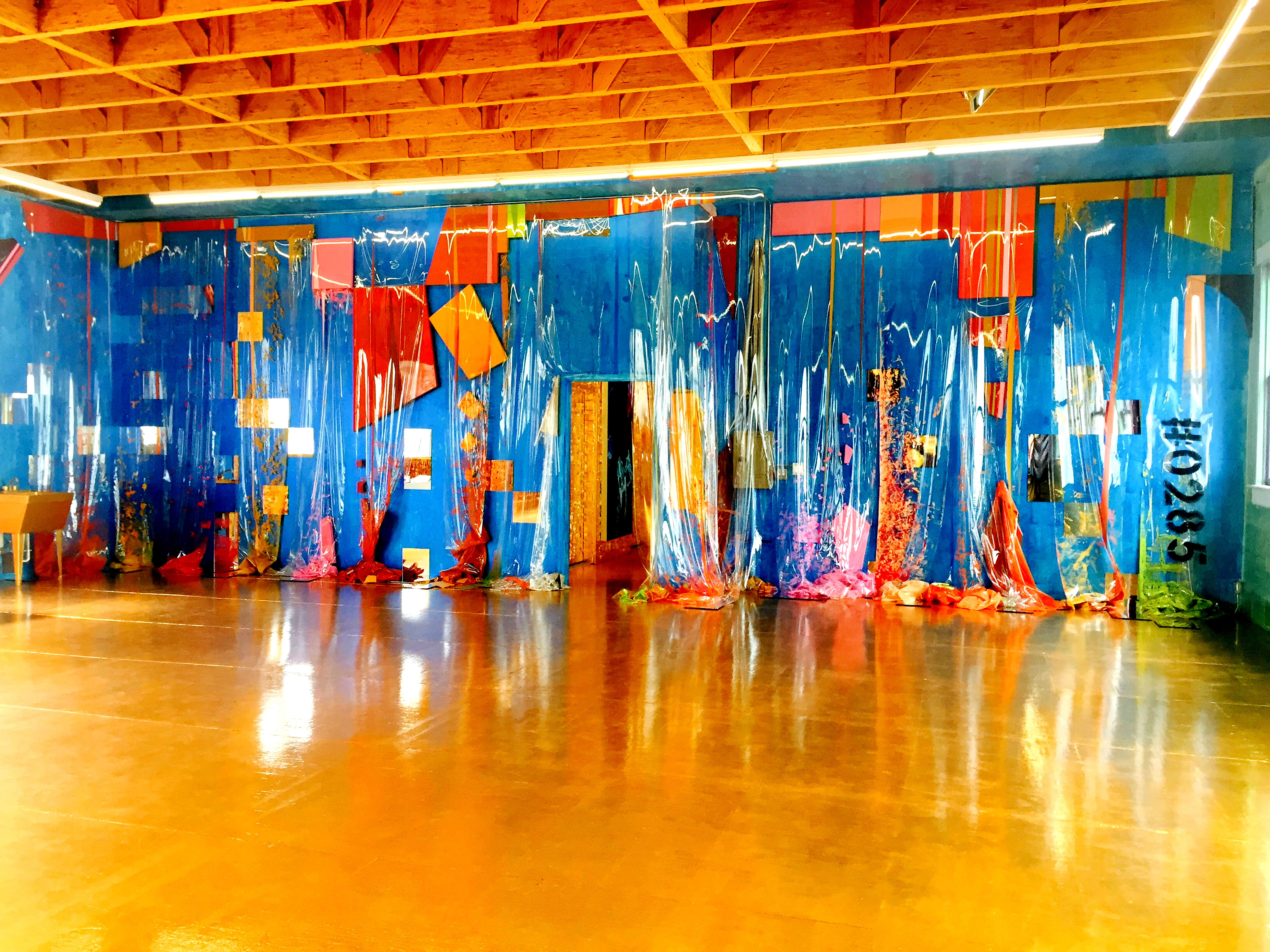
«Коронация влагалища», 2017

Картины эксцессивизма, в основном, создаются методом накладывания толстых слоев краски, таким методом художник подчеркивает роль материала как носителя сообщения эксцессивного опыта, предмета и объекта его сложных описаний.

## Избранные выставки

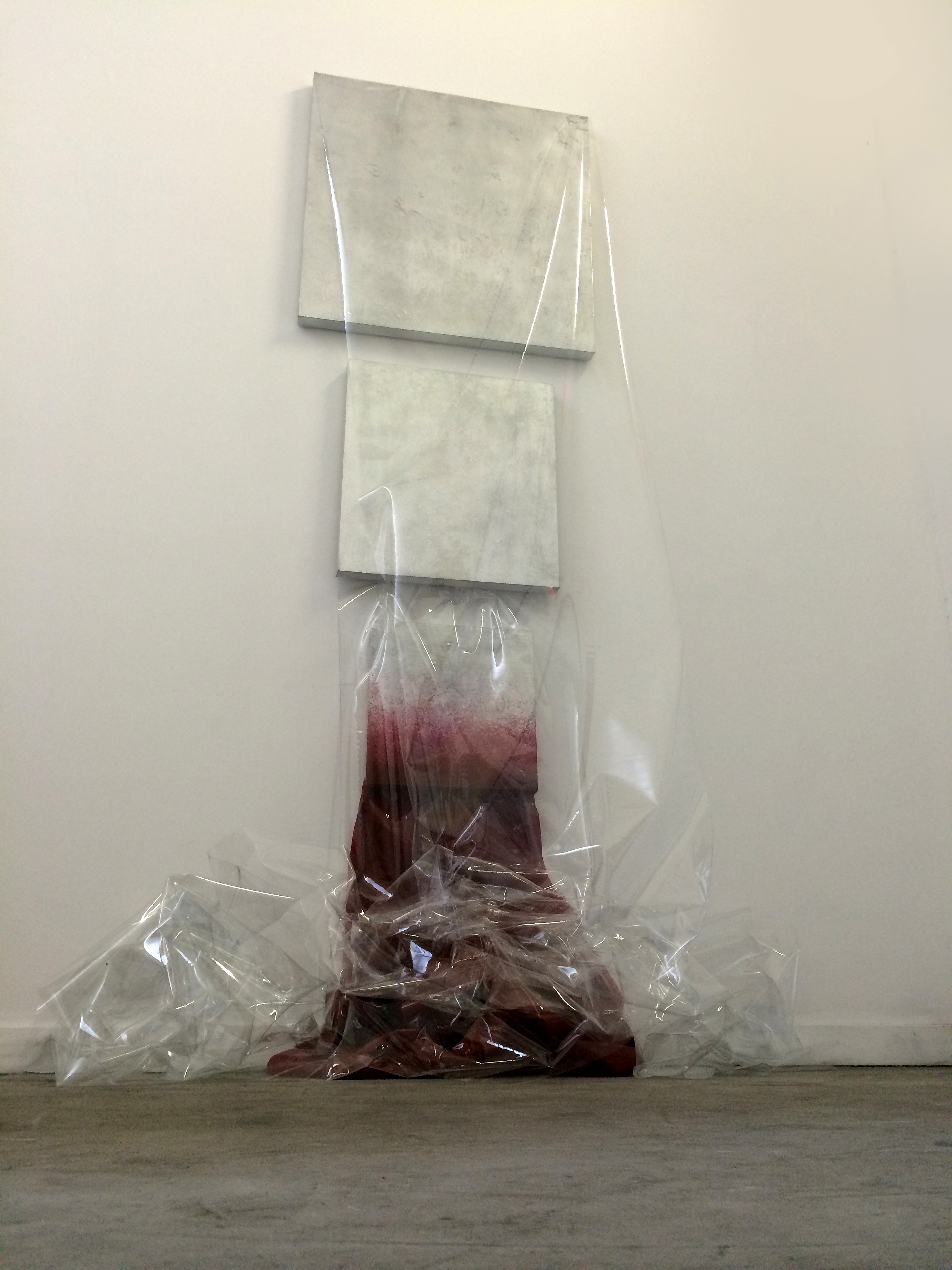
«От серебристого до красного», 2016

- Музей изобразительных искусств Нагасаки, Нагасаки, Япония, 2017
- Yokohoma Civis Gallery At Azamino, Йокогома, Япония, 2017
- Галерея Саатчи, Лондон, Великобритания 2013
- Международный биеннале де Куритиба 2013, Куритиба, Бразилия
- Техасский национальный университет им. Стивена Ф. Остина, куратор Дэйв Хикки, Накогдочес, Техас, 2012
- Галерея художников Viridian, куратор Элизабет Суссман, Музей американского искусства Уитни, Нью-Йорк, Нью-Йорк, 2012
- Пусанский культурно-художественный центр (BIAF), Сеул, Южная Корея, 2008
- Beijing GuanYinTang Art Street (GIAF), Пекин, Китай, 2008
- Seojong Centre (GIAF), Сеул, Южная Корея, 2008
- Музей Современного Искусства, Ереван, Армения, 2005
- Музей лесной лужайки, Лос-Анджелес, Калифорния, 2003
- Институт американского искусства Батлера, Янгстаун, Огайо, 1986

## Награды
Художник Калуст Гедель был признан Marquis Who’s Who Лучшим Художником за самоотдачу, достижения и лидерство в эксцессивизме.